# Daniel Flaherty
Daniel Flaherty, né le 11 juin 1993 à Glen Rock (New Jersey), est un acteur américain.

## Filmographie partielle

### Cinéma
- 2012 : Tous les espoirs sont permis (Hope Springs) de David Frankel
- 2013 : Le Loup de Wall Street (The Wolf of Wall Street) de Martin Scorsese
- 2013 : Contest d'Anthony Joseph Giunta
- 2015 : Naomi and Ely's No Kiss List de Kristin Hanggi (en)
- 2017 : Les Chroniques Meyerowitz (nouvelles et sélectionnées) (The Meyerowitz Stories (New and Selected)) de Noah Baumbach
- 2017 : November Criminals de Sacha Gervasi
- 2019 : The Garden Left Behind de Flavio Alves (en)
- 2020 : Les Sept de Chicago (The Trial of the Chicago 7) d'Aaron Sorkin

### Télévision

#### Séries télévisées
- 2011 : Skins
- 2011 : Unforgettable
- 2013-2017 :The Americans
- 2014 : The Leftovers